# NCT 127 (EP)
NCT #127 è il primo EP del gruppo musicale sudcoreano NCT 127, pubblicato nel 2016.

## Tracce
1. Fire Truck (소방차; Sobangcha) – 2:59
2. Once Again (여름 방학; Yeoreum Banghak) – 3:10
3. Wake Up – 2:57
4. Another World – 3:32
5. Paradise – 3:27
6. Mad City (sung by Taeyong, Jaehyun & Mark) – 3:19
7. Switch (feat. SR15B) – 3:05